# Giacomo Pontarollo
Giacomo Pontarollo (Tombolo, 18 luglio 1934 – ...) è stato un politico italiano.
Di professione avvocato, Pontarollo è stato sindaco di Tombolo negli anni sessanta, presidente della Provincia di Padova dal 1980 al 1985 e consigliere regionale nel quinquennio seguente.